# Pink Martini
Pour les articles homonymes, voir Martini.
Pink Martini est un groupe américain de douze musiciens de Portland caractérisé par un style musical mêlant des influences rétro, jazz, musique latine, lounge, classique, ainsi que par des textes chantés en anglais, espagnol, français, italien, portugais, japonais, persan et même en arabe, en hébreu, en napolitain, en croate, en mandarin, en roumain, en grec moderne, en arménien, en turc et en allemand[pas clair].

## Biographie
Formé en 1994, le groupe se produit en concert tout autour du monde pendant ses trois premières années d'existence. Leur premier album, Sympathique, sort en 1997 et obtient un double disque d'or en France, où leur single Sympathique fut utilisé lors d'une campagne publicitaire. Fort de ce succès, le groupe ne cesse de donner des concerts aux quatre coins du monde. Le deuxième album, Hang on Little Tomato, après avoir été maintes fois repoussé, paraît en octobre 2004.
- La chanteuse China Forbes, diplômée cum laude (« avec louange ») de Harvard en arts graphiques, a obtenu le prix Jonathan Levy en tant qu'actrice, et s'est fait connaître du grand public en interprétant la chanson du générique de la série télévisée Clueless, tirée du film du même nom. Depuis 1998, elle vit à Portland, et est mariée avec Creg Valline, un opticien dont la boutique sert également de galerie d'art ;
- Le pianiste Thomas M. Lauderdale, diplômé lui aussi cum laude de Harvard, en littérature et en histoire, est fondateur, directeur artistique et arrangeur du groupe.

Plusieurs des musiciens du groupe ont le français pour langue maternelle, ou s'expriment parfaitement en français. Une des deux grand-mères de China était française et China a appris le français dès l'enfance, Thomas Lauderdale a appris le français dans le cadre de ses études universitaires de littérature et d'histoire, Jonas Tauber (l'un des contrebassistes) est suisse, et Claude Giron (l'une des violoncellistes) est française.
En 2017, le groupe se produit à Jazzablanca au Maroc.
En 2025, le groupe annonce un nouveau single revisitant la célèbre chanson Bella Ciao.

## Style et influences
Composé de chansons originales et de reprises dans plusieurs langues, le répertoire du groupe est difficile à rattacher à un genre musical précis car il s'affranchit des barrières entre les musiques. La presse l'a décrit comme un « melting-pot musical » et un « juke-box d'influences et de passions multiculturelles ». Le pianiste et compositeur Thomas Lauderdale définit les musiciens comme « des “archéologues”, toujours à la recherche de pépites cachées dans les enregistrements et musiques du passé ». Ce mélange de modernité et d'ancien donne à leurs mélodies un cachet « technicolor ».

## Composition du groupe

### Membres permanents
- China Forbes  (chant)
- Storm Large (chant) remplace China Forbes à partir d'avril 2011, pour la tournée européenne
- Thomas Lauderdale (piano)
- Gavin Bondy (trompette)
- Paloma Griffin (violon)
- Doug Smith (vibraphone et percussions)
- Brian Lavern Davis (congas, batterie et percussions)
- Derek Rieth (1971-2014)[5] (percussions)
- Martin Zarzar (batterie)
- Phil Baker (basse)
- Timothy Nishimoto (chant et percussions)
- Gilles Gagnepain (tour manager)

### Membres supplémentaires lors des tournées
- Pansy Chang (violoncelle)
- Claude Giron, de l'Orchestre de Paris (violoncelle)
- Brant Taylor, de l'orchestre Symphonique de Chicago (violoncelle)
- Dan Faehnle (guitare)